# Saneamiento ambiental

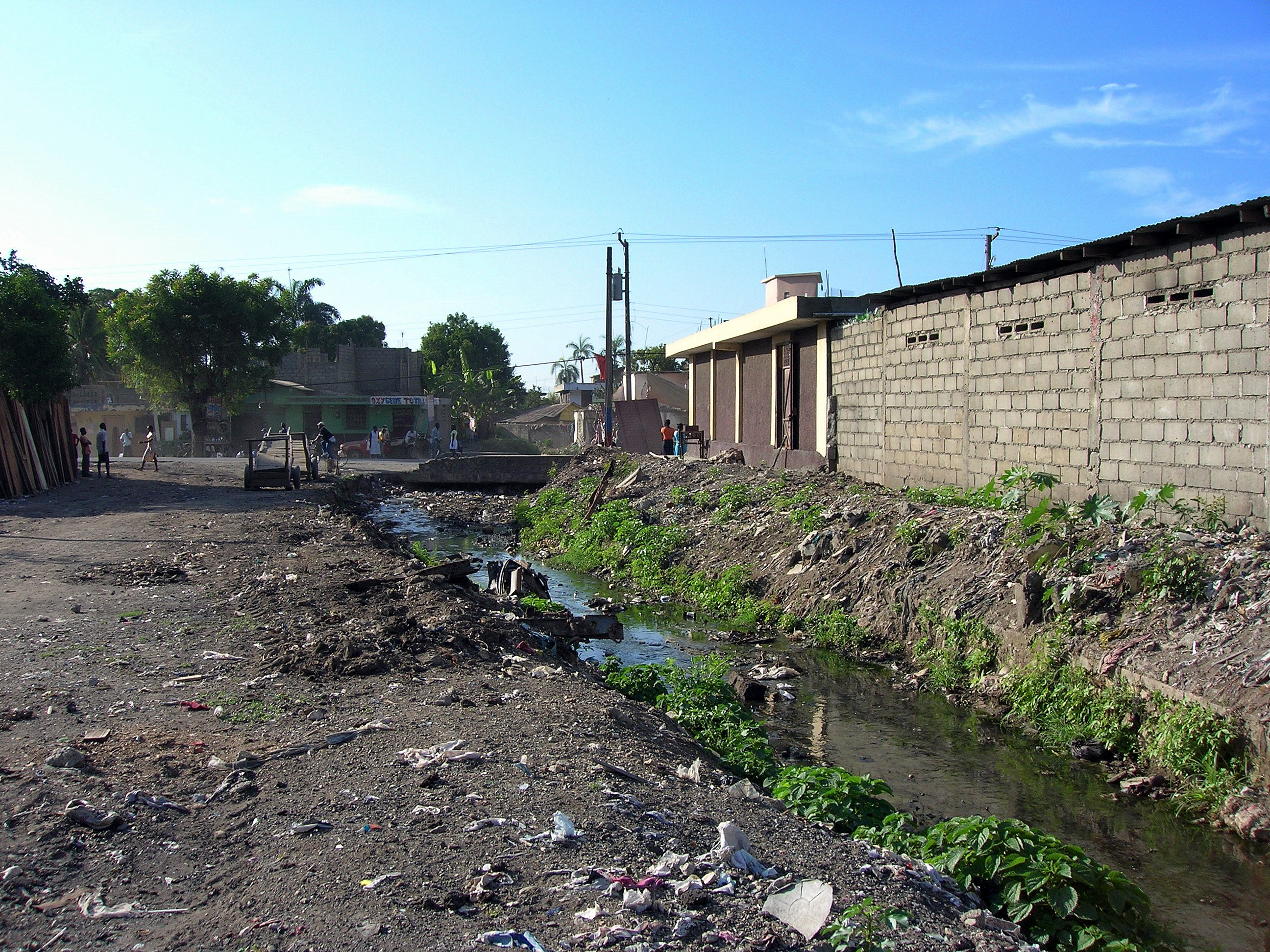
Falta de saneamiento en Cabo Haitiano, Haití
Los residuos en el suelo (incluyendo bolsas de plástico llenas de excremento) bloquean los canales de drenaje que se desbordan ante la menor lluvia, y causan daños en las infraestructuras ribereñas (carreteras, edificios, etc.).

El saneamiento ambiental básico o sanidad ambiental es el conjunto de acciones técnicas y socioeconómicas de salud pública que tienen por objetivo alcanzar niveles crecientes de salubridad ambiental. Comprende el manejo sanitario del agua potable, las aguas residuales y los vertidos, los residuos sólidos, los residuos orgánicos tales como las excretas y residuos alimenticios, las emisiones a la atmósfera y el comportamiento higiénico que reduce los riesgos para la salud y previene la contaminación.
Tiene por finalidad la promoción y el mejoramiento de condiciones de vida urbana y rural y del medio ambiente que afectan al ser humano.

El agua y el saneamiento son uno de los principales motores de la salud pública. Suelo referirme a ellos como «Salud 101», lo que significa que en cuanto se pueda garantizar el acceso al agua salubre y a instalaciones sanitarias adecuadas para todos, independientemente de la diferencia de sus condiciones de vida, se habrá ganado una importante batalla contra todo tipo de enfermedades.
Lee Jong-wook, 6.º director general de la Organización Mundial de la Salud.

Saneamiento se refiere a las condiciones de salud pública relacionadas con el agua potable limpia y el tratamiento y eliminación de excrementos humanos y aguas residuales. Prevenir el contacto humano con heces forma parte del saneamiento, al igual que lavarse las manos con jabón. Los sistemas de saneamiento tienen como objetivo proteger la salud humana proporcionando un entorno limpio que detenga la transmisión de enfermedades, especialmente a través de la vía fecal-oral. Por ejemplo, la diarrea, una de las principales causas de malnutrición y retraso del crecimiento en niños, puede reducirse mediante un saneamiento adecuado. Hay muchas otras enfermedades que se transmiten fácilmente en comunidades que tienen bajos niveles de saneamiento, como la ascariasis (un tipo de infección por lombrices intestinales o helmintiasis), el cólera, la hepatitis, la poliomielitis, la esquistosomiasis y el tracoma, por nombrar solo algunas. 
Existen diversas tecnologías y enfoques de saneamiento. Algunos ejemplos son saneamiento total dirigido por la comunidad, saneamiento basado en contenedores, saneamiento ecológico, saneamiento de emergencia, saneamiento ambiental, saneamiento in situ y saneamiento sostenible. Un sistema de saneamiento incluye la captación, almacenamiento, transporte, tratamiento y eliminación o reutilización de excretas humanas y aguas residuales. Las actividades de reutilización dentro del sistema de saneamiento pueden centrarse en los nutrientes, el agua, la energía o la materia orgánica contenidos en las excretas y las aguas residuales. Esto se denomina «cadena de valor del saneamiento» o «economía del saneamiento». Las personas responsables de la limpieza, el mantenimiento, el funcionamiento o el vaciado de una tecnología de saneamiento en cualquier paso de la cadena de saneamiento se denominan «trabajadores de saneamientos».: 2 
Se están utilizando varios «niveles» de saneamiento para comparar los niveles de servicio de saneamiento dentro de los países o entre países. La escala de saneamiento definida por el Joint Monitoring Programme en 2016 comienza en defecación al aire libre y asciende utilizando los términos «no mejorado», «limitado», «básico», siendo el nivel más alto «gestionado de forma segura». Esto es especialmente aplicable a países en vías de desarrollo.
El Derecho humano al agua y al saneamiento fue reconocido por la Asamblea General de las Naciones Unidas (ONU) en 2010. El saneamiento es una prioridad de Desarrollo mundial y el tema del Objetivo de Desarrollo Sostenible 6. La estimación realizada en 2017 por el JMP afirma que 4500 millones de personas carecen actualmente de Saneamiento gestionado de forma segura. La falta de acceso al saneamiento tiene repercusiones no solo en la salud pública, sino también en la dignidad humana y la seguridad personal.
El uso del término «saneamiento» varía entre ingenieros sanitarios en diferentes países. Por ejemplo, en el Cono Sur, en Bolivia y en el Perú el significado es amplio, como en la definición mencionada arriba. Sin embargo, en otros países de América Latina a veces el uso es más restringido y cubre el alcantarillado sanitario y el tratamiento de aguas negras, sin incluir el abastecimiento en agua potable. En México, el uso técnico es el más restringido y es limitado al tratamiento de aguas negras sin incluir el alcantarillado sanitario. El manejo de residuos sólidos y el comportamiento higiénico a veces son incluidos y a veces no lo son, dependiendo del contexto.

## Definiciones

Instalaciones de saneamiento mejoradas urbanas frente a instalaciones de saneamiento mejoradas rurales, 2015.

Existen algunas variaciones en el uso del término «saneamiento» entre países y organizaciones. La Organización Mundial de la Salud define el término «saneamiento» de la siguiente manera:

El saneamiento se refiere generalmente a la provisión de instalaciones y servicios para la eliminación segura de la orina y las heces humanas. La palabra 'saneamiento' también se refiere al mantenimiento de las condiciones higiénicas, mediante servicios como la recogida de basuras y la eliminación de aguas residuales.

.
El saneamiento incluye estos cuatro sistemas técnicos y no técnicos: Sistemas de gestión de excretas, sistemas de gestión de aguas residuales (aquí se incluyen las plantas de tratamiento de aguas residuales), sistemas de gestión de residuos sólidos, así como drenaje de aguas pluviales.[cita requerida] Sin embargo, muchos en el sector Agua, saneamiento e higiene sólo incluyen la gestión de excrementos en su definición de saneamiento.
Otro ejemplo de lo que se incluye en saneamiento se encuentra en el manual de Esfera sobre «Carta Humanitaria y Normas Mínimas de Respuesta Humanitaria», que describe las normas mínimas en cuatro «sectores clave de respuesta» en situaciones de Respuesta humanitaria. Uno de ellos es «Abastecimiento de agua, saneamiento y promoción de la higiene» (WASH) e incluye las siguientes áreas: Promoción de la higiene, abastecimiento de agua, gestión de excrementos, control de vectores, gestión de residuos sólidos y WASH en brotes de enfermedades y atención sanitaria.: 91 
La Promoción de la higiene es vista por muchos como una parte integral del saneamiento. El «Consejo de Colaboración para el Abastecimiento de Agua y Saneamiento» define el saneamiento como «La recogida, el transporte, el tratamiento y la eliminación o reutilización de excretas humanas, las aguas residuales domésticas y los residuos sólidos, así como la promoción de la higiene asociada».
A pesar de que el saneamiento incluye el tratamiento de aguas residuales, los dos términos se utilizan a menudo juntos como «saneamiento y gestión de aguas residuales».
Otra definición aparece en el manual de orientación del DFID sobre programas de abastecimiento de agua y saneamiento de 1998:

A efectos de este manual, la palabra 'saneamiento' se refiere únicamente a la gestión segura de los excrementos humanos. Por lo tanto, incluye tanto el «hardware» (por ejemplo, letrinas y alcantarillas) como el «software» (regulación, promoción de la higiene) necesarios para reducir la transmisión de enfermedades fecales-orales. También incluye la reutilización y eliminación final de los excrementos humanos. El término saneamiento ambiental se utiliza para abarcar el concepto más amplio de control de todos los factores del entorno físico que pueden tener efectos perjudiciales sobre la salud y el bienestar humanos. En los países en desarrollo, normalmente incluye el drenaje, la gestión de residuos sólidos y el control de vectores, además de las actividades cubiertas por la definición de saneamiento.

El saneamiento puede incluir el saneamiento personal y la higiene pública. El trabajo de saneamiento personal puede incluir la manipulación de desechos higiene femenina, la limpieza de inodoro domésticos y la gestión de basuras domésticas. El trabajo de saneamiento público puede incluir la recolección, transferencia y tratamiento de basura gestión de residuos sólidos municipales, la limpieza de desagües, calles, escuelas, trenes, espacios públicos, baños comunitarios y baños públicos, colectores, operación de plantas de tratamiento de aguas residuales, etc.: 4 

## Historia
La historia del saneamiento ambiental hace parte del proceso de dominación de la naturaleza por parte de la sociedad. La evidencia más temprana de saneamiento urbano se ha visto en Harappa, Mohenjo-Daro y los recientemente descubiertos vestigios antiguos de Rakhigarhi, parte de la cultura del valle del Indo. Dentro de esta ciudad, las casas individuales o grupos de hogares contaban con agua extraída de pozos. Desde una habitación que parece haber sido dejada de lado para el baño, las aguas residuales se dirigían a los desagües cubiertos, que se alineaban en las calles principales.
Durante el Imperio romano la ingeniería sanitaria avanzó en gran medida con obras como los baños públicos, las termas, los acueductos, la evacuación de aguas residuales o la eliminación de desechos. Ciudades romanas y villas romanas como Pompeya y Herculano tenían elementos de sistemas de saneamiento: el suministro de agua en las calles de ciudades  y desagües para la recogida y eliminación de aguas residuales de las zonas pobladas - véase, por ejemplo la Cloaca Máxima en el río Tíber en Roma. 
Pero apenas hay constancia de otros servicios de saneamiento en la mayoría de Europa hasta la Alta Edad Media.Sin embargo en el Imperio Bizantino quien heredo los conocimientos y cultura  del Imperio Romano clásico continuo con esta cultura de ingeniería sanitaria como lo atestiguan obras como acueductos como el acuedunto de constantinopla , baños públicos, termas ,cisternas,presas,desagües etc .El Imperio bizantino (a diferencia del resto de Europa) fue de hecho un centro de desarrollo cultural ,de conocimientos y artes con población alfabetizada y culta e higiénica y en este aspecto de la ingeniería sanitaria no sería la excepción. Durante el renacimiento se continuó con dicha cultura al redescubrir la cultura greco-romana pero sería al inicio de la Edad Contemporánea ,a mediados del siglo XIX cuando se producen avances de importancia desde la época romana. De esta forma se concluye que la salud depende en gran medida de las condiciones socioeconómicas y del saneamiento medioambiental. Así se vio que mientras los habitantes de los lugares abandonados y sucios de las ciudades fueran incapaces de valerse por sí mismos y obtener viviendas mejores y más saludables, con aire y luz suficientes, con abastecimiento de agua potable y con sistemas de eliminación de aguas residuales, su salud y fuerza física se verían perjudicadas y sus vidas acortadas por la influencia del medio ambiente exterior. En consecuencia se tomaron medidas para la mejora del saneamiento y se crearon cuerpos sanitarios dedicados a la protección de la salud de las poblaciones.
Durante el siglo XX tanto la intensa industrialización como el crecimiento rápido de las poblaciones supuso una amenaza para la salud pública. Los más pobres vivían en condiciones poco saludables, hacinados en viviendas insalubres y resultando vulnerables a padecer enfermedades infecciosas. El hacinamiento, el saneamiento inadecuado y la ausencia de agua potable y alimentos no contaminados creaban las condiciones para la expansión de enfermedades epidémicas.

## Aguas residuales sanitarias
Las aguas residuales son generadas por residencias, instituciones y locales comerciales e industriales. Estas pueden ser tratadas dentro del sitio en el cual son generadas (por ejemplo: tanques sépticos u otros medios de depuración) o bien pueden ser recogidas y llevadas mediante una red de tuberías —y eventualmente bombas— a una planta de tratamiento municipal. Los esfuerzos para recolectar y tratar las aguas residuales domésticas de la descarga están típicamente sujetas a regulaciones y estándares locales, estatales y federales (regulaciones y controles). A menudo ciertos contaminantes de origen industrial presentes en las aguas residuales requieren procesos de tratamiento especializado.
Residuos que pueden causar problemas de salud incluyen los excrementos de seres humanos y animales, residuos sólidos, aguas residuales domésticas (aguas negras o aguas grises) y desechos industriales y agrícolas. Se pueden hacer formas higiénicas de prevención con soluciones de ingeniería (por ejemplo, alcantarillados sanitarios, depuración de aguas residuales, manejo de escorrentía, manejo de residuos sólidos y manejo de excrementos) y con tecnologías sencillas (por ejemplo, letrinas de hoyo, baños secos, baños secos que desvían orinas, fosas sépticas), o simplemente con cambios en el comportamiento de las personas como mejor higiene de manos. Aportar saneamiento a la gente requiere un abordaje sistémico, frente a uno que sólo se concentre en el inodoro o en el tratamiento de aguas residuales. Hace falta la consideración rigurosa de la experiencia del usuario, de los excrementos, de los métodos de recogida de aguas residuales, del transporte de residuos y del tratamiento, reutilización o eliminación de excrementos.

## Eliminación de desechos sólidos
La Eliminación de desechos Sólidos comprende la eliminación de los materiales sólidos o semisólidos que carecen de utilidad y que provienen de las actividades generadas por el ser humano y los animales.
Se pueden dividir dicha eliminación en cinco categorías fácilmente diferenciables:
- Los desechos agrícolas
- Los desechos industriales
- Los desechos comerciales
- Los desechos domésticos
- Los desechos hospitalarios

Por lo general, los desechos comerciales y los desechos domésticos suelen ser desechos de tipo orgánico, como el papel, la madera y los productos textiles
Los desechos industriales , mayoritariamente de tipo inorgánico, como son las cenizas, los escombros de la construcción, materiales químicos, pinturas, etc.
Por último los desechos agrícolas suelen ser los más fáciles de eliminar como el estiércol de las vacas y los restos de las podas.

### Métodos de eliminación
A la hora de seleccionar un método u otro se deben tener en cuenta los criterios económicos y circunstanciales de la zona en la que se actúa.
El vertido controlado consiste en almacenar los desechos por capas en lugares alejados de las zonas habitadas.
En la incineración o quema, los desechos arden en un 90 %. Además de generar calor, utilizable como fuente energética, la incineración genera CO2 y otros gases de efecto invernadero, aumenta el desequilibrio del pH del suelo agrícola (alcalinización) y debe ser de los últimos recursos a utilizar, según la escala de valorización.
En elaboración de fertilizantes, a partir de desechos sólidos se consigue la degradación de la sustancia orgánica por medio de microorganismos aeróbicos. Posteriormente y tras un periodo de unas tres semanas el compost está preparado para empaquetarse y venderse.
La recuperación de recursos energéticos son procesos de combustión y procesos de pirólisis. Muchas incineradoras aprovechan este calor para generar energía, mediante calderas y tubos que recirculan agua y la transforman en vapor que mueve turbinas.
El reciclaje del metal y reciclaje de desechos sólidos es una técnica muy antigua. Los materiales procedentes del metal son fundidos y reutilizados para volver a fabricar instrumentos.
Los residuos peligrosos, algunas desechos, como pueden ser productos químicos tóxicos, o desechos hospitalarios, son peligrosos para el ser humano, para la salud y para el medio ambiente. Este tipo de desechos no se elimina, sino que se almacena en unos grandes contenedores en lugares adecuados para su almacenaje, casi siempre alejados de toda presencia humana y de posibles afluentes, ríos o aguas submarinas, para evitar la filtración..

## Saneamiento básico en el mundo
De los 2500 millones de personas en todo el mundo que no tienen acceso a condiciones adecuadas de saneamiento, más de un tercio vive en India. Casi el 69 % de la población de dicho país practica la defecación al aire y, de acuerdo a estimaciones, alrededor de 212 000 niños menores de cinco años mueren anualmente a causa de diarrea.
Una revisión de 42 estudios cuantitativos, desarrollados la mayoría en países de Asia meridional y África subsahariana, determinó que las intervenciones comunitarias que incluyen iniciativas de saneamiento, pueden fomentar el uso del jabón y la letrina, la eliminación correcta de las heces y la erradicación progresiva de la defecación al aire libre. El marketing social, la divulgación de información por mensajes y las intervenciones basadas en la teoría psicosocial parecen ser menos eficaces al respecto. Se determinó también que en la implementación de estos programas influyen la participación de la comunidad, el entusiasmo de sus líderes, y otros factores relacionados.